# Barnaul
Barnaul (Барнау́л, em russo) é uma cidade e centro administrativo do krai de Altai, na Rússia. Barnaul está relativamente próxima (cerca de 800 quilômetros) do Cazaquistão, da Mongólia e China. Em 2005 sua população era de 631.200 habitantes.
A fundação da cidade se deu pelo surgimento da fábrica de fundição de prata da família Demidov, em 1730, essa que foi por muito tempo a principal atividade econômica da cidade, já que o metal é encontrado em abundância na região.

## Cidades-irmãs
- Flagstaff, Estados Unidos
- Saragoça, Espanha
- Baicheng, China
- Xinjiang, China (2007)
- Oskemen, Cazaquistão (2012)

## Esporte
A cidade de Barnaul é a sede do Estádio Dínamo e do FC Dínamo Barnaul, que participa do Campeonato Russo de Futebol. .